# Canadà
El Canadà és un estat situat a l'extrem septentrional d'Amèrica del Nord. Es tracta de l'estat independent més proper al pol Nord i, per la seva extensió, el segon més gran del món després de Rússia. Políticament és una federació de deu províncies i tres territoris governada com a monarquia constitucional, que es va formar l'any 1867 mitjançant una acta de confederació.
La capital és Ottawa, seu del Parlament i residència oficial del Governador General i el Primer Ministre. La ciutat és superada en nombre d'habitants per Toronto (amb més de quatre milions d'habitants), Mont-real (amb més de tres), Vancouver (amb vora dos milions) i Calgary (que voreja el milió). Passen també de 500.000 habitants les ciutats d'Edmonton, Winnipeg, Quebec i Hamilton.
Originàriament fou una unió d'antigues colònies pertanyents a França i el Regne Unit, per la qual cosa el Canadà és membre de la Francofonia i la Commonwealth, a més d'altres organismes internacionals com l'Organització del Tractat de l'Atlàntic Nord (OTAN). El Canadà té dos idiomes oficials: l'anglès i el francès —aquest darrer parlat, sobretot, a la província del Quebec. El Parlament està format sobretot per membres dels quatre partits principals, dels quals el Partit Liberal ha estat el dominant durant la majoria dels darrers 50 anys.
Té fronteres terrestres amb els Estats Units d'Amèrica, al sud; i a l'oest, (amb Alaska), amb qui ha tingut una llarga relació. Igualment, les illes de Groenlàndia (possessió danesa) i de Saint-Pierre i Miquelon (possessió francesa) hi són properes. En concret, Groenlàndia està separada de les illes d'Ellesmere i de Baffin, respectivament, pels estrets de Nares i de Davis. Saint-Pierre i Miquelon es troba al sud de Terranova. Els límits marins són, a l'oest, amb l'oceà Pacífic; al nord, amb l'oceà Glacial Àrtic, el mar de Beaufort i la badia de Baffin; i a l'est, amb l'oceà Atlàntic.
Té molts recursos naturals, entre els quals destaquen el gas natural, el petroli, la fusta, l'alumini, el coure, la indústria química, la maquinària industrial, el paper i el cartró. A més, té grans aliats, especialment el del seu major soci comercial: els Estats Units. Són molt poques les deficiències del segon país més gran del món, excepte, potser, el seu enorme territori, que —juntament amb la seva baixa densitat de població— el fa una nació que no pot defensar totes les seves fronteres de forma eficient.

## Toponímia

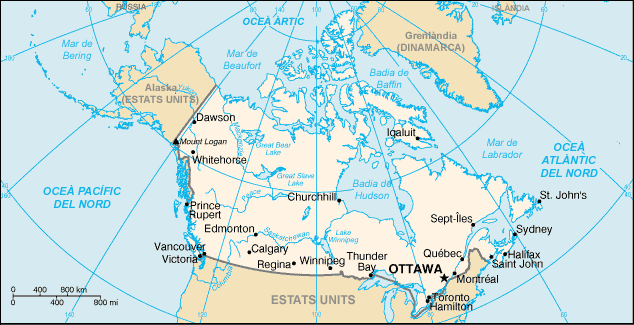
Mapa del Canadà

El nom del Canadà prové d'una paraula ameríndia (iroquès), canada, que significa «vila» o «assentament». El 1525 els habitants de l'àrea de la ciutat actual de Quebec van fer ús d'aquesta paraula per dirigir Jacques Cartier cap a la vila de Stadacona. Cartier va utilitzar la paraula «Canada» per referir-se no solament a aquesta vila, sinó també a tota l'àrea sota el domini de Donnacona, el cap de Stadacona; el 1547 els mapes van utilitzar aquest nom per referir-se a aquesta regió i les àrees que l'envoltaven.
La colònia francesa del Canadà, Nova França, es va establir al llarg del riu de Sant Llorenç i les costes al nord dels Grans Llacs. Després, sota el domini britànic es va dividir en dues colònies: l'Alt Canadà i el Baix Canadà, que s'unificarien el 1841 com a «Província Britànica del Canadà». Després de la formació de la Confederació, el 1867 es va adoptar el nom «Canadà» per referir-se al domini britànic, amb el nom de «Domini del Canadà». Des de l'Acta de 1982 el nom oficial és només «Canadà», l'únic nom legal i bilingüe.

## Geografia física
El Canadà és situat a la part més septentrional del subcontinent de l'Amèrica del Nord. Limita amb els estats continentals dels Estats Units al sud, i amb Alaska al nord-oest; amb l'oceà Atlàntic a l'est, amb l'oceà Pacífic a l'oest, i amb l'oceà Àrtic al nord. En superfície total (incloent-hi les masses d'aigua), el Canadà és el segon país més extens del món, després de Rússia i el més gran del continent. Des de 1925, el Canadà reclama la porció de l'Àrtida entre el 60 °W i el 141 °W, però aquesta reivindicació no és reconeguda universalment. L'assentament més septentrional del Canadà és l'Estació de les Forces Canadenques d'Alert a l'illa Ellesmere, a 817 km del pol Nord. El Canadà té la costa més llarga del món, de 243.000 km.

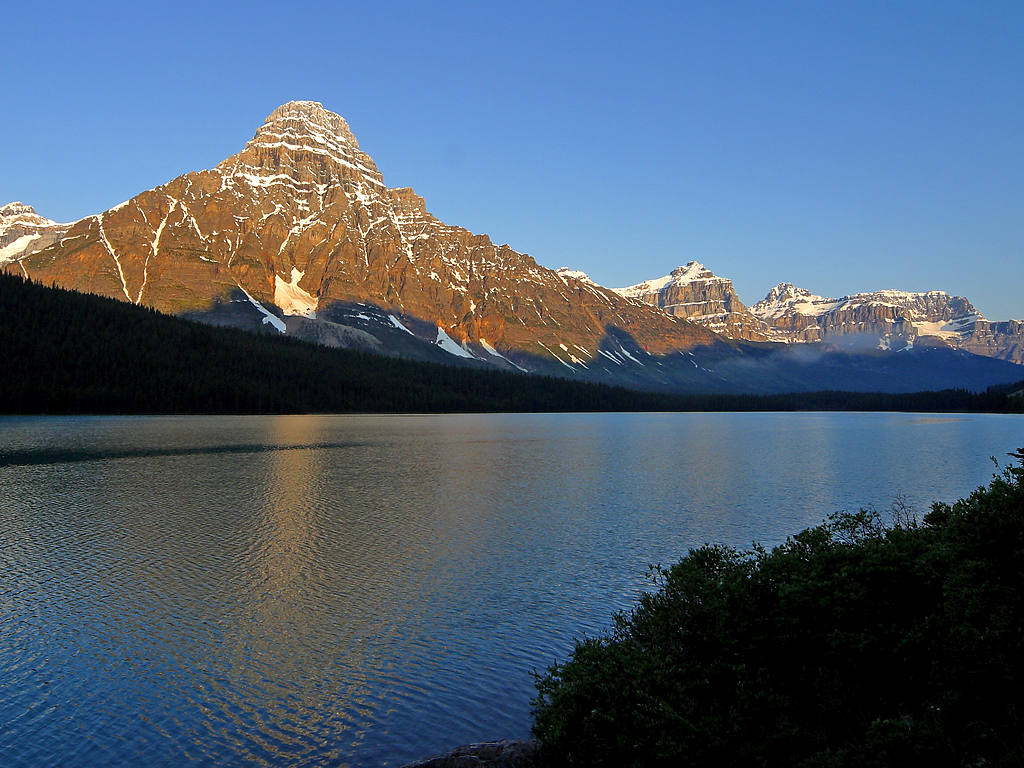
Parc Nacional de Banff

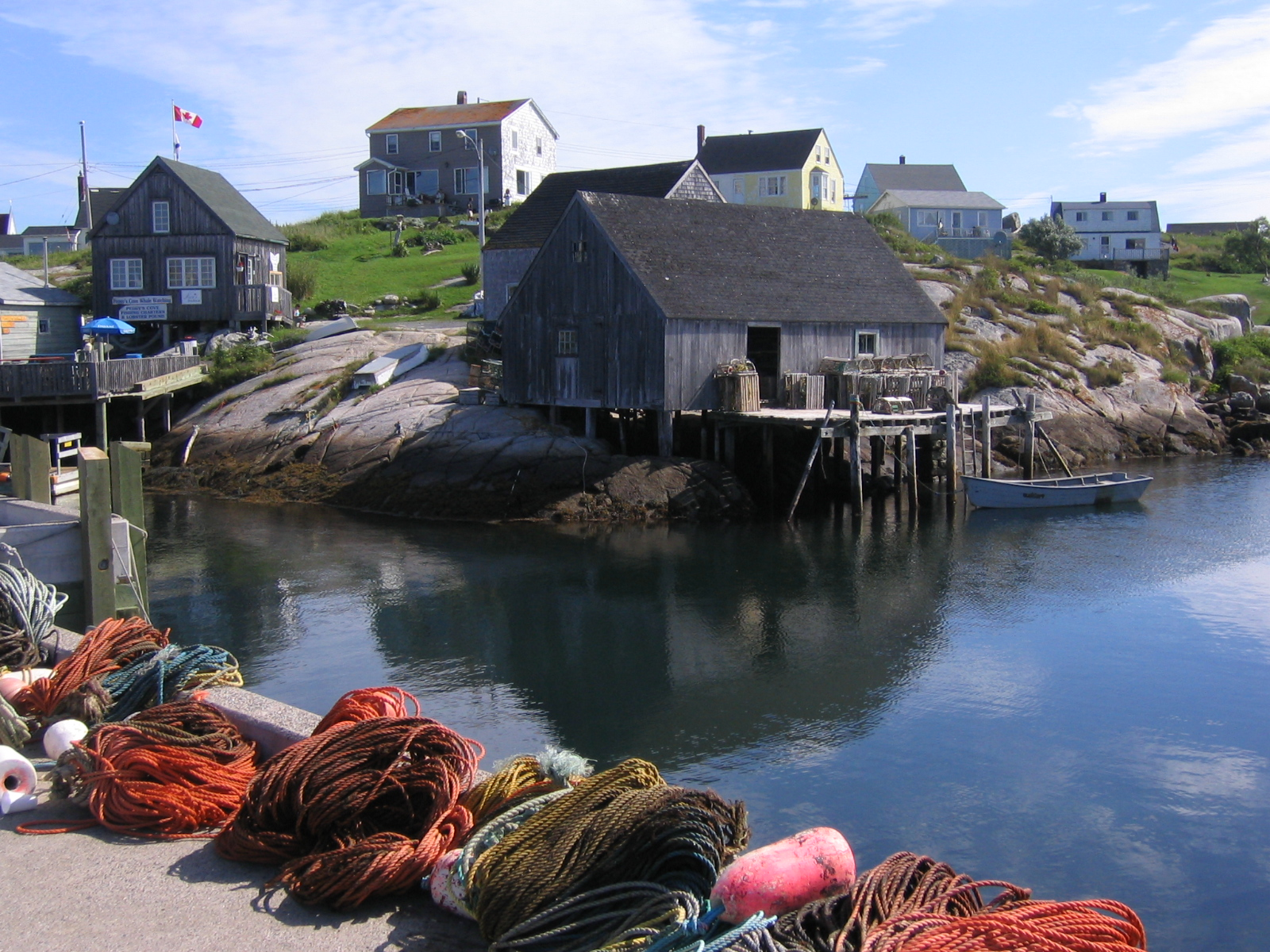
Costa de Nova Escòcia

La densitat de població és de 3,5 habitants per quilòmetre quadrat, una de les més baixes del món. La part més densament poblada del país és el Corredor de la ciutat de Quebec - Windsor, al llarg del riu Sant Llorenç i els Grans Llacs al sud-est. Al nord d'aquesta regió hi és l'Escut del Canadà, una regió de pedra netejada per l'última edat de gel, rica en minerals i plena de llacs i rius. El Canadà té més llacs que qualsevol altre estat del món i una gran quantitat de les reserves d'aigua dolça del món.
Al Canadà oriental, la majoria de les persones viuen als grans centres urbans a les planes de les terres baixes de Sant Llorenç. El riu Sant Llorenç s'eixampla fins a convertir-se en l'estuari més gran del món, abans de desembocar al Golf de Sant Llorenç. El Golf limita al nord amb l'illa de Terranova i les províncies marítimes al sud. Les províncies marítimes s'estenen cap a l'est sobre els Apalatxes del nord de Nova Anglaterra i la Península de Gaspèsia de Quebec. Nova Brunswick i Nova Escòcia són dividides per la Badia de Fundy, la qual experimenta les variacions de marea més grans del món. Ontario i la Badia de Hudson es troben al centre del Canadà. A l'oest d'Ontario, les Praderies canadenques s'estenen fins a les muntanyes Rocoses, que les separen de la Colúmbia Britànica.

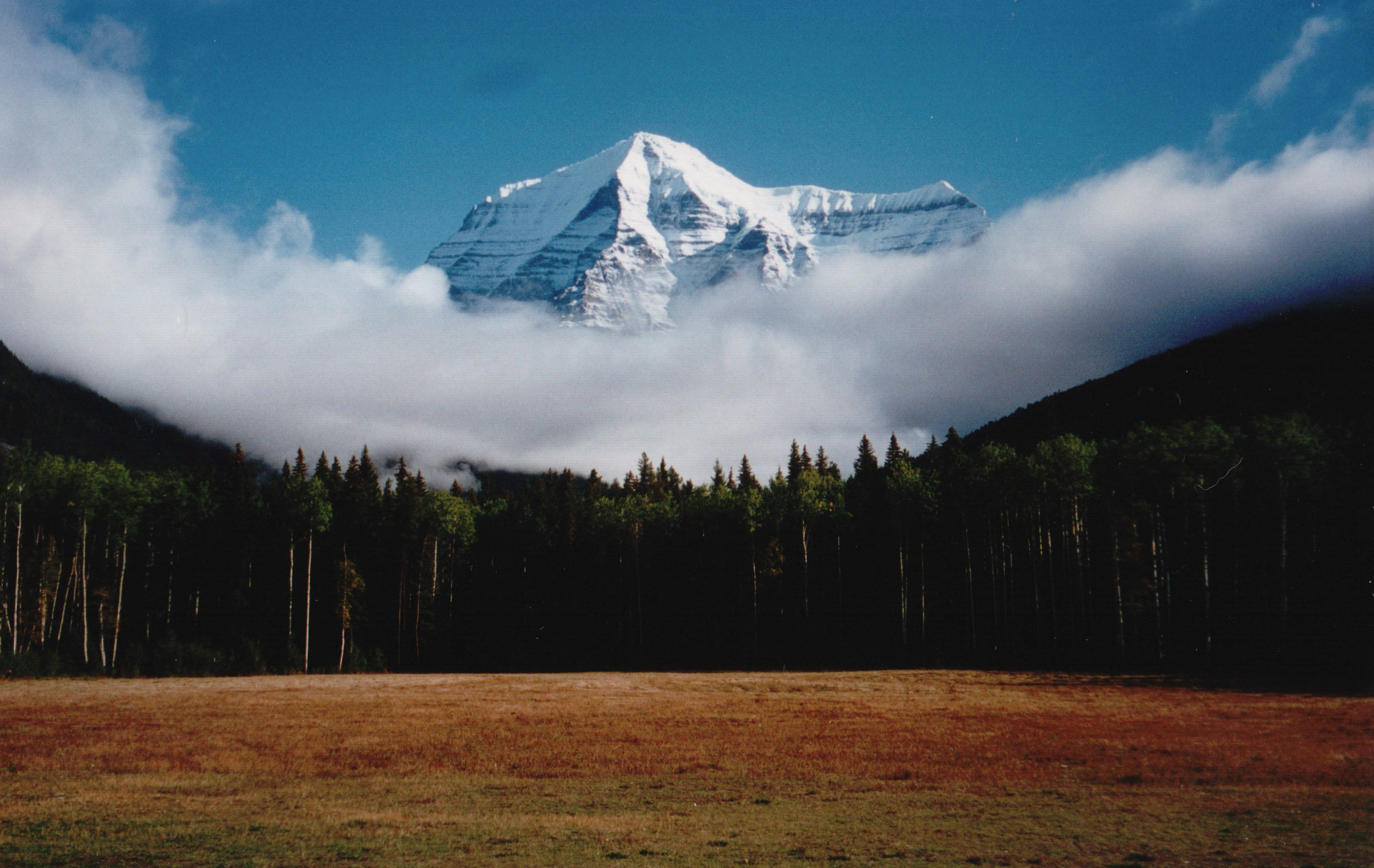
Mont Robson a les muntanyes Rocoses canadenques

Al Canadà nord-occidental, el riu Mackenzie corre des del Gran Llac de l'Esclau cap a l'oceà Àrtic. Un tributari d'un tributari del Mackenzie és el riu Sud Nahanni, llar de les Cascades de Virgínia, amb una altitud molt superior a les Cascades del Niàgara. La vegetació del nord del Canadà varia de les coníferes a la tundra i finalment a les zones desèrtiques àrtiques del nord. Al nord del Canadà continental hi ha l'arxipèlag Àrtic Canadenc que inclou moltes de les illes més grans del món en superfície.
Les temperatures hivernals i estivals del Canadà varien segons la regió. Els hiverns poden ser frígids a moltes regions del país, especialment a l'interior i a les províncies de les Praderes, el clima de les quals és continental, amb temperatures mitjanes de −15 °C tot i que poden arribar a menys de −40 °C. A les regions no costaneres la neu pot cobrir el terra durant sis mesos de l'any. La regió costanera de la Colúmbia Britànica n'és una excepció i gaudeix d'un clima temperat amb hiverns plujosos.
El Canadà és una regió geològicament activa, sísmica, amb la presència de volcans potencialment actius, com ara el Mont Meager, el Mont Garibaldi, el Mont Cayley i el complex volcànic del Mont Edziza.

## Història

### Les Primeres Nacions i els colonitzadors

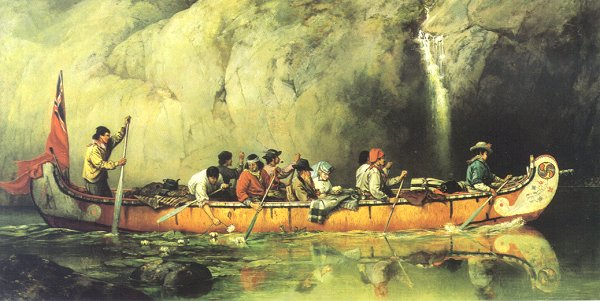
El comerç de pells fou la indústria més important del Canadà fins al

Les tradicions de les Primeres Nacions o els amerindis canadencs i els inuit diuen que els pobles aborígens han residit a llurs terres des del començament del temps. Els estudis arqueològics suggereixen que hi havia presència humana al nord del Yukon fa 26.500 anys, i al sud de l'Ontario fa 9.500 anys.
Els europeus hi arribaren per primera vegada quan els vikings s'establiren a L'Anse aux Meadows al voltant del 1000 dC. La costa atlàntica del Canadà fou explorada per John Cabot el 1497 en nom del Regne d'Anglaterra i per Jacques Cartier el 1534 en nom de França; els baleners i pescadors temporals bascos treballaren entre els Grancs Bancs de Terranova i Tadoussac per més d'un segle. L'explorador francès Samuel de Champlain hi arribà el 1603 i establí el primer assentament europeu permanent a Port Royal el 1605 i la ciutat de Quebec el 1608, les quals es convertirien en les capitals d'Acàdia i el Canadà, respectivament. Entre els colons francesos de la Nova França, els canadencs s'assentaren sobretot a la vall del riu Sant Llorenç, mentre que els acadians s'establiren a les actuals províncies marítimes; els mercaders de pells i els missioners catòlics exploraren els Grans Llacs, la Badia de Hudson i les vores del riu Mississipi cap a Louisiana. Amb el temps esclatà la guerra francesa-iroquesa sobre el control del comerç de pells.
Els anglesos establiren assentaments de pescadors a Terranova al voltant del 1610, i colonitzaren les Tretze Colònies al sud. Una sèrie de guerres intercolonials esclataren entre 1689 i 1763. La Nova Escòcia continental passà al control britànic després del Tractat d'Utrecht (1713); el Tractat de París (1763) cedí el Canadà la major part de la Nova França a l'imperi Britànic després de la Guerra Franco-Índia. La Proclamació Reial de 1763 tragué la província del Quebec de Nova França i annexà l'illa del Cap Bretó a la Nova Escòcia. També restringí la llengua i els drets religiosos dels francocanadencs. El 1769, l'illa St. John (en l'actualitat, l'illa del Príncep Eduard) es convertí en una colònia separada. Per prevenir el conflicte amb el Quebec, l'Acta del Quebec de 1774 expandí el seu territori cap als Grans Llacs i al riu Ohio i hi restablí la llengua francesa, la fe catòlica i la llei civil francesa, la qual cosa molestà als residents de les Tretze Colònies del sud, i fou un dels catalitzadors de la Guerra d'Independència dels Estats Units. El Tractat de París (1783) reconegué la independència dels Estats Units i cedí els territoris al sud dels Grans Llacs als Estats Units. Aproximadament, 50.000 lleials a l'Imperi fugiren dels Estats Units i s'establiren al Canadà. Nova Brunswick fou creada en separar-la de la Nova Escòcia com a part de la reorganització dels assentaments dels lleials a les províncies marítimes. Per rebre els immigrants lleials a l'Imperi a la província del Quebec, l'Acta Constitucional de 1791 dividí la província en dues: el Baix Canadà francòfon, i l'Alt Canadà angloparlant, atorgant-les una Assemblea Legislativa pròpia. El Canadà (el Baix i l'Alt) fou el principal front en la Guerra de 1812 entre els Estats Units i l'Imperi Britànic. La defensa del Canadà contribuí al sentiment d'unitat dels nord-americans britànics. La immigració a gran escala al Canadà començà el 1815, principalment de la Gran Bretanya i Irlanda. La indústria de la fusta sobrepassà el comerç de pells en importància durant les primeres dècades del segle xix.

### Cap a l'autonomia

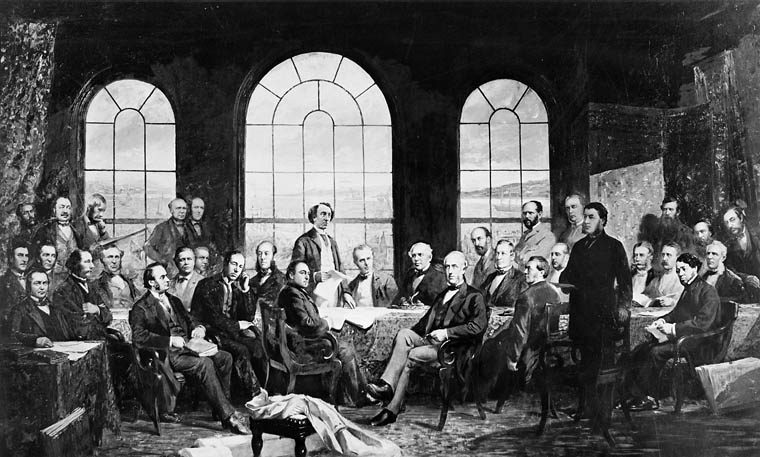
Els Pares de la Confederació, de Robert Harris

El desig d'un govern responsable tingué com a resultat les fallides rebel·lions de 1837 i 1838. El Report Durhman recomanava la creació d'un govern responsable i l'assimilació dels francocanadencs a la cultura britànica. L'Acta d'Unió de 1840 uní les dues províncies del Baix i l'Alt Canadà en una sola Província Unida del Canadà. Els francocanadencs i els anglocanadencs participaren tots junts en l'Assemblea per restaurar els drets francesos. El govern responsable o l'autonomia fou establerta a totes les províncies nord-americanes britàniques el 1849.
La signatura del Tractat d'Oregon per la Gran Bretanya i els Estats Units el 1846 acabà amb la disputa de la frontera d'Oregon, estenent-la a l'oest sobre el paral·lel 49è, i obrint el pas a la colonització de l'illa de Vancouver (1849) i la Colúmbia Britànica (1858). El Canadà emprengué una sèrie d'expedicions exploratòries per reivindicar la Terra de Rupert i la regió àrtica. La població canadenca creixé ràpidament, a causa de les taxes de natalitat elevades; la immigració britànica contrarestada per l'emigració als Estats Units.
Després de diversos congressos constitucionals, la Llei de l'Amèrica del Nord britànica formà una confederació que creava "un Domini amb el nom del Canadà" l'1 de juliol de 1867, integrat per quatre províncies: Ontario, el Quebec, Nova Escòcia i Nova Brunswick. El Canadà prengué el control de la Terra de Rupert i el Territori del Nord-oest, on les queixes dels mestissos canadencs iniciaren la Rebel·lió del riu Red i crearen la província de Manitoba el juliol de 1870. La Colúmbia Britànica i l'illa de Vancouver (que s'havien unificat el 1866) i la colònia de l'illa del Príncep Eduard s'uniren a la confederació el 1871 i el 1873 respectivament.
El govern conservador del primer ministre John A. Mcdonald establí una política nacional de tarifes amb la intenció de protegir les indústries canadenques naixents. Per obrir els territoris de l'oest, el govern patrocinà la construcció de tres ferrocarrils transcontinentals, en especial dels Ferrocarrils Canadencs del Pacífic, i promogué l'assentament de colons a les Praderes mitjançant l'Acta de les Terres del Domini; establí també la Policia Muntada del Nord-oest. El 1898, després de la Febre d'or de Klondike als territoris del Nord-oest, el govern canadenc creà el territori del Yukon. Durant el govern liberal del primer ministre Wilfrid Laurier, immigraren un gran nombre d'europeus a les Praderes, i Alberta i Saskatchewan esdevingueren províncies el 1905.
El Canadà entrà automàticament a la Primera Guerra Mundial el 1914 amb la declaració britànica de guerra, enviant voluntaris al Front Occidental que després formarien part dels Cossos Canadencs. Els Cossos tingueren un paper important en la batalla de Vimy Ridge i altres batalles importants de la guerra. La Crisi de l'Allistament de 1917 esclatà quan el primer ministre conservador Robert Borden imposà el servei militar obligatori malgrat l'objecció dels quebequesos francòfons. El 1919, el Canadà s'uní a la Lliga de Nacions, de manera independent de la Gran Bretanya; l'Estatut de Westminster de 1931 afirmà la independència del Canadà.

### El Canadà contemporani
La Gran Depressió afectà greument al Canadà. Com a resposta a la crisi, la Federació Cooperativa del Commonwealth a Alberta i Saskatchewan promulgaren diverses polítiques típiques de l'Estat de benestar, dissenyades per Tommy Douglas durant les dècades de 1940 i 1950. El Canadà declarà la guerra a Alemanya durant la segona Guerra Mundial, sota el govern del primer ministre liberal William Lyon Mackenzie King, tres dies després de la Gran Bretanya. Les primeres unitats de l'exèrcit canadenc arribaren a la Gran Bretanya el desembre de 1939. Les tropes canadenques tingueren un paper important en la batalla de l'Atlàntic, la invasió aliada a Itàlia, el D-Day, la batalla de Normandia i la batalla de l'Escalda. El Canadà ha rebut el reconeixement dels Països Baixos, per haver proveït d'asil i protecció a la monarquia durant la guerra, i pel seu lideratge i la seva important contribució en la seva alliberació de l'Alemanya nazi. L'economia canadenca experimentà un creixement econòmic en el sector industrial i la manufactura d'armament militar. Malgrat una altra Crisi d'Allistament al Quebec el 1944, el Canadà tenia, després de la guerra, una de les forces armades més grans del món. El Canadà fou un els membres fundadors de les Nacions Unides.
El 1949, Terranova s'uní a la confederació. La prosperitat de la postguerra i l'expansió econòmica subsegüent tingueren com a efecte un baby boom—un nivell elevat de la natalitat—i el creixement de la immigració europea. Sota els governs liberals successius de Lester B. Pearson i Pierre Trudeau, emergí una nova identitat canadenca. El Canadà adoptà la seva actual bandera de la fulla d'auró el 1965. Com a resposta a un moviment francòfon més assertiu al Quebec, el govern federal es tornà oficialment en un govern bilingüe amb l'aprovació de les Actes de les Llengües Oficials del 1969. Les lleis no discriminatòries d'immigració foren introduïdes el 1967 i el 1976, i el multiculturalisme oficial fou introduït el 1971, amb la qual cosa hi immigraren un gran nombre de no europeus que canviaren el rostre del país. Els programes socialdemòcrates, com ara la seguretat social universal, el Plan de Pensions del Canadà, els Préstecs a Estudiants del Canadà, l'Agència de la Inversió Estrangera i el Programa d'Energia Nacional, foren establerts durant les dècades de 1960 i 1970; els governs provincials, en especial el Quebec i Alberta s'oposaren a algunes d'aquestes, ja que les consideraven una intervenció en llurs jurisdiccions. Finalment, els congressos constitucionals, encapçalats pel primer ministre Trudeau finalitzaren amb la creació de la constitució i la Carta dels Drets i Llibertats basada en els drets individuals.
El Quebec tingué una sèrie de canvis econòmics i socials profunds durant la Revolució Silenciosa de 1960. Els nacionalistes quebequesos, sota el lideratge de Jean Lesage, començaren a demanar major autonomia. El Front d'alliberació del Quebec inicià la Crisi d'Octubre el 1970, amb atemptats i segrests, amb els quals demanaven la independència del Quebec. El Partit Quebequès, més moderat, de René Lévesque arribà al poder el 1976 i organitzà un referèndum per crear una associació de sobirania del Quebec el 1980, que no reeixí. Els esforços del Partit Progressiu Conservatiu del Canadà, sota el govern de Brian Mulroney, per reconèixer el Quebec constitucionalment com a "societat distinta" amb l'Acord de Meech Lake es col·lapsaren el 1989. Les tensions regionals causades pel debat constitucionals, enfortiren els petits partits regionalistes, el Bloc Quebequès i el Partit Reformista que relegaren els conservadors-progressistes a la cinquena posició en les eleccions federals canadenques de 1993. Un altre referèndum el 1995 rebutjà la independència del Quebec per un marge molt estret de només el 50,6% en contra. El 1997, la Cort Suprema de Justícia declarà que la secessió unilateral d'una província és inconstitucional, i el govern liberal de Jean Chrétien aprovà l'Acta de la Claredat que estableix els termes d'una secessió negociada. El Partit Reformista s'expandí i es convertí en l'Aliança Canadenca i s'uní amb els conservadors-progressistes per formar el Partit conservador del Canadà el 2003. Els conservadors foren elegits com a govern minoritari sota el primer ministre Stephen Harper en les eleccions federals del 2006. L'any següent, el parlament aprovà una moció simbòlica que reconeix els quebequesos com una nació dins del Canadà.
Després de molts anys de negligència i abusos de les agències de govern, les Primeres Nacions feren ús de les corts federals, durant la dècada de 1960, per reivindicar llurs terres i iniciar negociacions amb els governs federals i provincials perquè reconeguin els drets dels tractats històrics. Durant la dècada de 1990, la frustració i la lentitud de les negociacions dugueren a confrontacions violentes a Oka, Ipperwash i el Llac de Gustafen. No obstant això, el 1999, el govern canadenc reconegué l'autonomia dels inuits amb la creació de Nunavut. El govern canadenc demanà disculpes oficialment per haver creat les escoles de residències per assimilar els pobles aborígens.

## Política i govern

### Estructura de govern

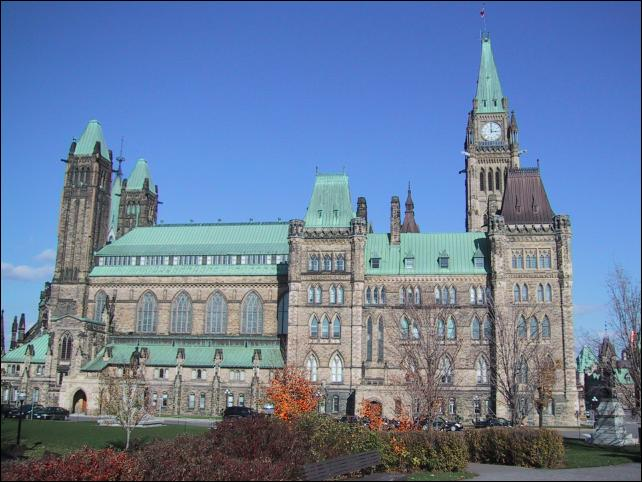
Parlament Canadenc a Ottawa

El Canadà és una federació sota un sistema democràtic i parlamentari i una monarquia constitucional. El seu sobirà és el monarca, el Rei Carles III (qui és el cap d'Estat canadenc) amb el títol de Rei del Canadà. Les prerrogatives del cap d'Estat són exercides pel Governador General, que és generalment un polític retirat o un altre canadenc destacat nomenat pel rei amb consell del primer ministre del Canadà. El Governador General és una figura no partidista la funció del qual és donar l'assentiment reial als projectes de llei emesos per la Cambra dels Comuns i el Senat, llegint el discurs del monarca, signant documents de l'Estat, formalment obrint i tancant sessions del parlament i dissolent-lo per convocar eleccions si cal. Tant el rei com el Governador General tenen poc poder real atès que gairebé sempre actuen sota l'assessorament del cap de govern, el primer ministre.
El Governador General cerimonialment nomena el primer ministre que és generalment el líder del partit polític amb el major nombre d'escons a la Cambra dels Comuns. El primer ministre al seu torn nomena el gabinet seleccionat per convenció d'entre els membres del partit majoritari.
La branca legislativa del govern, el parlament del Canadà, posseeix dues cambres: la Cambra dels Comuns, els membres de la qual són elegits democràticament, i el Senat, els membres del qual hi són designats i no pas electes. Les eleccions per a la Cambra dels Comuns són convocades pel Governador General amb la recomanació del primer ministre, a la seva discreció, però han d'ocórrer en un període no major a cinc anys després de l'última elecció. El parlament federal pot legislar únicament sobre aquelles àrees assignades per la constitució.
Hi ha tres partits polítics nacionals principals al Canadà: El Partit Liberal del Canadà (centre), el Partit Conservador del Canadà (dreta) i el Nou Partit Democràtic (esquerra). El Partit Liberal ha governat el Canadà 32 dels últims 42 anys. L'altre partit que ha governat és el Partit Conservador Progressista i el seu predecessor el Partit Conservador. El Partit Conservador Progressista es va unir a l'Aliança Canadenca per formar el nou Partit Conservador del Canadà, el desembre, de 2003.

### Política exterior i defensa

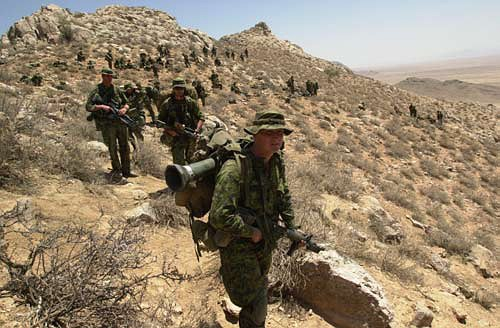
Soldats canadencs a l'Afganistan

El Canadà i els Estats Units comparteixen la frontera desprotegida més gran del món; a més cooperen en campanyes i exercicis militars i són els socis comercials més grans l'un de l'altre. El Canadà, tanmateix, ha mantingut una política exterior independent, en especial en mantenir relacions diplomàtiques amb Cuba i en refusar participar en la Guerra d'Iraq. El Canadà també manté enllaços històrics forts amb el Regne Unit i amb França, així com amb les altres antigues colònies britàniques i franceses mitjançant la seva participació en la Commonwealth de Nacions i la Francofonia. El Canadà també ha mantingut relacions fortes i positives amb els Països Baixos, ja que va contribuir a la seva alliberació durant la Segona Guerra Mundial.
Les forces armades del Canadà estan integrades per un personal de 64.000 regulars i 26.000 soldats de reserva. Les Forces Canadenques unificades (CF) inclouen l'exèrcit, l'armada i la força aèria.

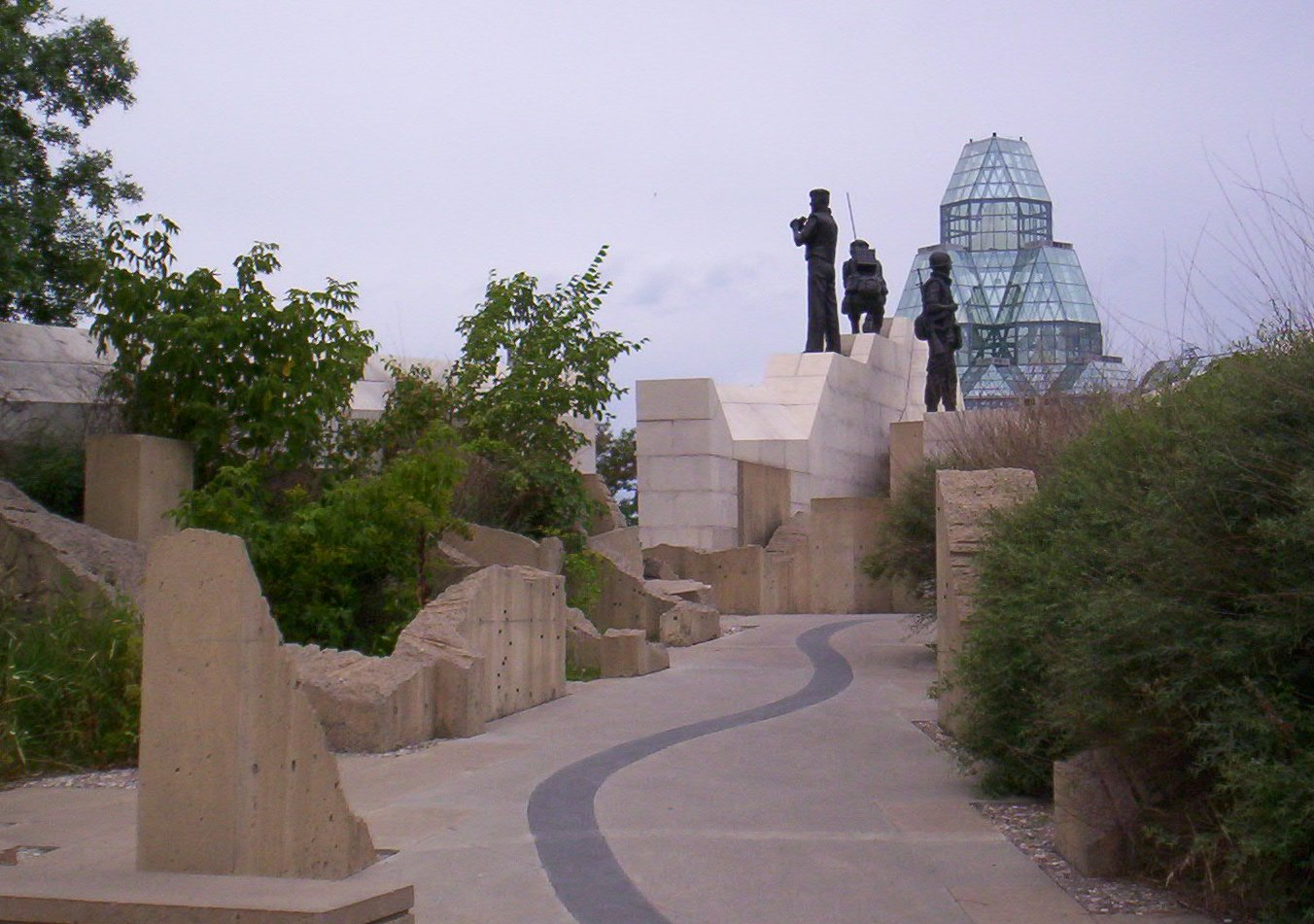
El Monument al manteniment de la Pau a Ottawa

Atès els enllaços amb l'antic Imperi Britànic i el Commonwealth en el Canadà anglès, l'Estat va participar en les activitats militars britàniques en la Segona Guerra dels Bòers, i en la Primera i la Segona Guerres Mundials. Des de llavors, el Canadà ha advocat pel multilateralisme, esforçant-se a resoldre els conflictes globals mitjançant la col·laboració amb les altres nacions. El Canadà es va unir a les Nacions Unides el 1945 i va ser membre fundador de l'OTAN el 1949. Durant la Guerra Freda, el Canadà va ser un dels contribuents més importants de les forces de les Nacions Unides en la Guerra de Corea i va fundar el Comand de Defensa Aeroespacial Nord-americà (NORAD) en cooperació amb els Estats Units per defendre's dels atacs aeris de la Unió Soviètica. El Canadà també és membre de l'Organització dels Estats Americans, des de 1990, i de la Cooperació Econòmica de l'Àsia-Pacífic (APEC).
El Canadà ha tingut un paper de lideratge en les activitats de pau de les Nacions Unides. N'ha participat en 50 missions, i en cadascuna de les activitats de pau de les Nacions Unides fins al 1989, i ha mantingut forces en les missions internacionals a Ruanda, l'antiga Iugoslàvia i altres nacions.

### Subdivisió administrativa
Article principal: Organització territorial del Canadà

Mapa de la divisió política del Canadà.

El Canadà està format per 10 províncies i tres territoris. Les províncies gaudeixen d'un alt grau d'autonomia del govern federal i cadascuna d'aquestes té els seus símbols i banderes provincials. Són responsables de la major part dels programes socials del país (com ara els serveis de sanitat i l'educació) i les 10, en conjunt, perceben més renda que no pas el govern federal, una estructura fiscal única entre les federacions del món. El govern federal, però, realitza un pagament d'equabilitat per assegurar que a tot el país existeixin estàndards uniformes dels serveis públics i el cobrament d'impostos atès les diferències entre les províncies riques i pobres. El govern de totes les províncies és unicameral; els parlaments provincials són encapçalats per un premier, el cap de govern. El cap d'Estat de cada província és un Tinent-Governador que representa el Rei, de manera anàloga a la funció del Governador General del Canadà, designats amb la recomanació del primer ministre canadenc, encara que amb el consell dels governs provincials.
En principi els tres territoris són creacions del govern federal, creats per estatuts adoptats pel parlament federal i no per la constitució; però pràcticament, hi ha una tendència cap a un grau d'autonomia cada cop més similar al de les províncies. Tenen com les províncies cadascun el seu parlament unicameral i un cap de govern; però el cap d'Estat, el comissionat, representa legalment el govern federal i no la sobirana com els tenents-governadors de les províncies. Dos dels territoris, els Territoris del Nord-Oest i Nunavut, tenen un sistema de govern consensual sense partits polítics.
Les províncies i territoris canadencs són:
| Província/Territori     | Codi ISO | Capital          | Entrada a la Confederació | Població (2008) | Àrea (km²) | Àrea (km²) | Àrea (km²) |
| Província/Territori     | Codi ISO | Capital          | Entrada a la Confederació | Població (2008) | Terra      | Aigua      | Total      |
| ----------------------- | -------- | ---------------- | ------------------------- | --------------- | ---------- | ---------- | ---------- |
| Ontario                 | ON       | Toronto          | 1 de juliol de 1867       | 12.891.787      | 917.741    | 158.654    | 1.076.395  |
| Quebec                  | QC       | Ciutat de Quebec | 1 de juliol de 1867       | 7.744.530       | 1.356.128  | 185.928    | 1.542.056  |
| Nova Escòcia            | NS       | Halifax          | 1 de juliol de 1867       | 935.962         | 53.338     | 1.946      | 55.284     |
| Nova Brunswick          | NB       | Fredericton      | 1 de juliol de 1867       | 751.527         | 71.450     | 1.458      | 72.908     |
| Manitoba                | MB       | Winnipeg         | 15 de juliol de 1870      | 1.196.291       | 553.556    | 94.241     | 647.797    |
| Colúmbia Britànica      | BC       | Victoria         | 20 de juliol de 1871      | 4.428.356       | 925.186    | 19.549     | 944.735    |
| Illa del Príncep Eduard | PE       | Charlottetown    | 1 de juliol de 1873       | 139.407         | 5.660      | —          | 5.660      |
| Saskatchewan            | SK       | Regina           | 1 de setembre de 1905     | 1.010.146       | 591.670    | 59.366     | 651.036    |
| Alberta                 | AB       | Edmonton         | 1 de setembre de 1905     | 3.512.368       | 642.317    | 19.531     | 661.848    |
| Terranova i Labrador    | NL       | Saint John's     | 31 de març de 1949        | 508.270         | 373.872    | 31.340     | 405.212    |
| Territori del Nord-oest | NT       | Yellowknife      | 15 de juliol de 1870      | 42.514          | 1.183.085  | 163.021    | 1.346.106  |
| Yukon                   | YT       | Whitehorse       | 13 de juliol de 1898      | 31.530          | 474.391    | 8.052      | 482.443    |
| Nunavut                 | NU       | Iqaluit          | 1 d'abril de 1999         | 31.152          | 1.936.113  | 157.077    | 2.093.190  |

## Economia
Article principal:Economia del Canadà
El Canadà és una de les nacions més riques, segons el seu Producte interior brut nominal, amb una renda per capita elevada. És membre de l'Organització per a la Cooperació i el Desenvolupament Econòmic (OCDE) i el G8, i una de les potències comercials més grans del món. El Canadà és una economia mixta, amb un índex de llibertat econòmica superior a la majoria dels Estats de l'Europa Occidental, però inferior als Estats Units. Des de la dècada de 1990, l'economia canadenca ha estat creixent ràpidament amb una taxa d'atur baixa i superàvits governamentals a nivells federal i provincial. En l'actualitat, el Canadà s'assembla molt als Estats Units en el seu sistema econòmic orientat al mercat, el patró de producció i els seus alts estàndards de vida. L'octubre de 2007, la taxa d'atur nacional del Canadà era de 5,9 %, la més baixa en trenta-tres anys. Les taxes d'atur provincials varien de 3,6 % a Alberta i 14,6 % a Terranova i Labrador. Segons la llista Global de Forbes 2000 de les companyies més grans del món el 2008, el Canadà en tenia 69, ocupant la cinquena posició després de França. El 2008, la càrrega del deute del govern era la més baixa del G8. L'OCDE estima que la ràtio del deute i el PIB caurà al 19,5 % el 2009, menys de la meitat que les altres nacions del G8, un gran canvi de la ràtio de 1995, quan era la segona més gran del grup.
Durant el segle xx, el creixement dels sectors de la manufactura, la mineria i els serveis han transformat la nació d'una economia rural a una principalment industrial i urbana. Com les altres nacions desenvolupades, l'economia canadenca està dominada pel sector terciari de l'economia, que ocupa tres quarts dels treballadors canadencs. Tot i així, el sector primari encara hi és important, en especial les indústries de la fusta i el petroli.
El Canadà és una de les poques nacions desenvolupades exportadores netes d'energia. A la costa Atlàntica, el Canadà té dipòsits de gas natural, mentre que els recursos de gas i petroli són a Alberta. Amb les Sorres de Quitrà d'Athabasca, el Canadà té les segones reserves de petroli més grans del món després de l'Aràbia Saudita. Al Quebec, la Colúmbia Britànica, Terranova i Labrador, Nova Brunswick, Ontario i Manitoba, la hidroelectricitat és una font neta i renovable d'energia.

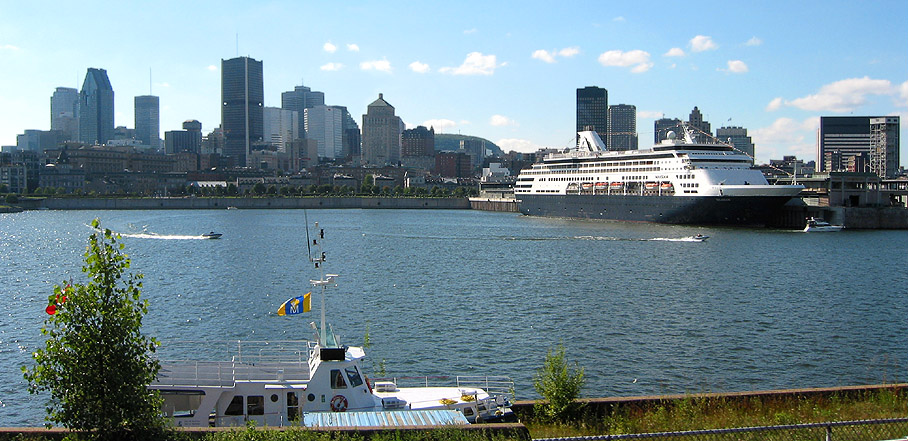
Port de Mont-real

El Canadà és un dels productors agrícoles més importants del món; les Praderes Canadenques són un dels proveïdors més importants de blat, colza i altres grans. El Canadà és el principal productor de zinc i urani, i un dels més importants d'or, níquel, alumini i plom; molts pobles del nord, on l'agricultura és escassa, subsisteixen gràcies als recursos minerals i la fusta. Canadà també té grans centres industrials al centre i sud de l'Ontario i el Quebec, entre els quals, la indústria de l'automòbil i l'aeronàutica.
La integració econòmica amb els Estats Units s'ha incrementat significativament des de la Segona Guerra Mundial. L'Acord Comercials de Productes de l'Automòbil el 1965 va obrir les fronteres al comerç en la indústria de la manufactura d'autoparts. El govern del primer ministre de Brian Mulroney van promoure la inversió estrangera i el 1988 va signar el Tractat de Lliure Comerç dels Estats Units i el Canadà, que va eliminar les tarifes comercials entre tots dos països. El 1993, aquest tractat es va ampliar per incloure-hi Mèxic, en formar el Tractat de Lliure Comerç d'Amèrica del Nord (NAFTA). Vegeu també: tractat CETA amb la Unió Europea.

## Geografia humana

### Dinàmica de població
Les següents són les àrees metropolitanes més grans del Canadà, segons el cens del 2006:
El cens del 2006 al Canadà va reportar una població total de 31.612.897 habitants, un increment del 5,4 % del 2001. El creixement poblacional és degut a la immigració i, en menor mesura, al creixement natural. Al voltant dels tres-quarts de la població del Canadà viu a 150 km de la frontera amb els Estats Units. Una proporció similar viu a les àrees urbanes que conformen el Corredor Quebec-Windsor, que inclou les àrees metropolitanes de Toronto, Mont-real i Ottawa. Altres regions molt poblades són les àrees baixes de la Colúmbia Britànica (Vancouver i les regions properes) i el Corredor Calgary-Edmonton a Alberta. Així com és el cas de la majoria dels països desenvolupats, el Canadà està experimentant una transició demogràfica en envellir la seva població amb més persones jubilades, i menys persones econòmicament actives en percentatge. El 2006, l'edat mitjana de la població civil era de 39,5 anys.

### Etnografia
Segons el cens del 2006 hi ha 43 grups ètnics amb almenys 100.000 persones. El grup ètnic més gran és l'anglès (21 %), seguit del francès (15,8 %), l'escocès (15,2 %), irlandès (13,9 %), l'alemany (10,2 %), l'italià (5 %), el xinès (4 %), l'ucraïnès (3,6 %) i l'amerindi (3,5 %); tot i que un terç dels canadencs van identificar la seva etnicitat simplement com a "canadenc". La població amerindia del Canadà creix dues vegades més ràpid que no la mitjana canadenca. El 16,2 % de la població pertany a una minoria visible, un terme utilitzat al Canadà per referir-se a les persones que no són de cap grup ètnic majoritària.
El 2001, el 49 % de la població de Vancouver i el 42,8 % de la població del Toronto eren minories visibles. El març del 2005, l'Institut d'Estadística del Canadà va projectar que les persones d'origen no europeu faran majoria a Toronto i Vancouver el 2012. Segons els seus pronòstics, el nombre de minories visibles al Canadà es duplicarà per al 2017. Una enquesta publicada el 2007 va revelar que gairebé 1 de cada 5 canadencs (19,8 %) han nascut a l'estranger.
El Canadà té una de les taxes d'immigració per capita més altes del món, deguda principalment a la política econòmica i la reunificació familiar. El Canadà també accepta un gran nombre de refugiats. Els nouvinguts s'estableixen a les àrees urbanes de Toronto, Vancouver i Mont-real.

### Religió
El pluralisme religiós és una política cultural important del Canadà. Segons el cens del 2001, el 77,1 % dels canadencs es van identificar com a cristians; dels quals els catòlics són el grup més nombrós (43,6 %). La denominació protestant més gran és l'Església Unida del Canadà. Al voltant del 16,5 % dels canadencs no han declarat cap afiliació religiosa; i el 6,3 %, una altra que no és el cristianisme —entre les quals, l'islam (1,9 %) i el judaisme (1,1 %).

### Educació
Les províncies i els territoris canadencs són els responsables de l'educació, en reflectir la història, cultura i geografia regionals. L'educació és obligatòria entre els 5-7 i els 16-18 anys, depenent de la província. L'alfabetisme és del 99%. L'educació postsecundària també és gestionada pels governs provincials i territorials, els quals la financen; el govern federal gestiona les beques i les subvencions a les recerques. El 2002, el 43% dels canadencs entre els 25 i els 64 anys tenen educació postsecundària.

### Llengües

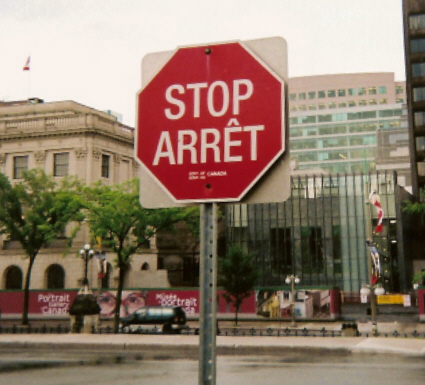
Senyalització bilingüe a Ottawa

Les dues llengües oficials del Canadà són l'anglès i el francès. El bilingüisme oficial del Canadà és una llei, definida en la Carta Canadenca de Drets i Llibertats, l'Acta de les Llengües Oficials i les Regulacions de les Llengües Oficials, i es posa en efecte per mitjà del Comissionat de les Llengües Oficials. L'anglès i el francès tenen el mateix estatus a les corts federals, el Parlament i les institucions federals. La població té el dret, si hi ha prou demanda, de rebre els serveis del govern federal en anglès o en francès, i l'educació es garanteix en ambdues llengües a totes les províncies i territoris.
L'anglès i el francès són les llengües maternes del 59,7 % i el 23,2 % de la població, respectivament; i les llengües que més es parlen a casa, per al 68,3 % i el 22,3 % de la població, respectivament.
El 98,5% dels canadencs parlen anglès o francès (67 % només parla l'anglès, el 13,3 % només parla el francès, i el 17,7 % parla ambdues llengües). Tot i que el 85% dels canadencs francoparlants viuen al Quebec, hi ha percentatges de població francòfona significatius a Ontario, Alberta i el sud de Manitoba, així com població acàdia al nord i el sud-est de Nova Brunswick, que constitueixen el 35 % de la població de la província. Ontario té la població francòfona més gran fora del Quebec. La Carta de la Llengua Francesa al Quebec fa del francès la llengua oficial de la província, i la Nova Brunswick és l'única província bilingüe constitucionalment. A les altres províncies no hi ha cap llengua oficial, però el francès s'utilitza com a llengua d'instrucció, a les corts i altres serveis governamentals a més de l'anglès. Manitoba, Ontario i el Quebec permeten que l'anglès i el francès es parlin a llurs parlaments provincials, i les lleis es publiquen en ambdues llengües. A l'Ontario, el francès té estatus legal, però no és completament cooficial. Algunes llengües ameríndies tenen estatus oficial als Territoris del Nord-oest. Inuktitut és la llengua majoritària a Nunavut i una de les tres llengües oficials del territori.
Les llengües no oficials són importants al Canadà, amb més de cinc milions de parlants. Algunes llengües no oficials majoritàries són el xinès (853,745 parlants com a primera llengua), l'italià (469.485), l'alemany (438.080), el castellà (345.345) i el panjabi (271.220).

## Cultura

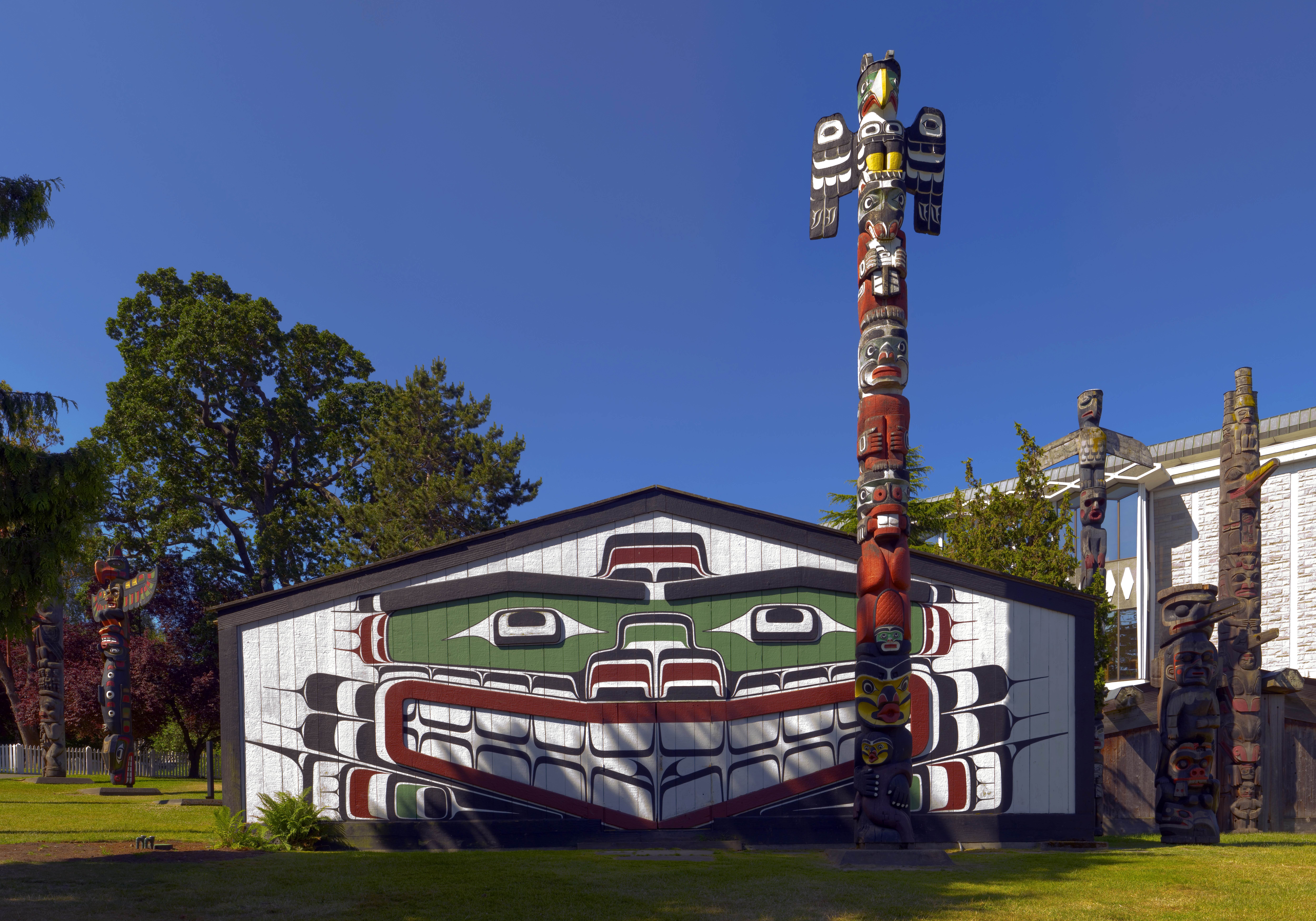
Un tòtem Kwakwaka'wakw i una "casa gran" tradicional a Victoria, a la Colúmbia Britànica

La cultura canadenca ha estat influenciada històricament per les cultures britànica, francesa i ameríndia. També ha estat influenciada per la cultura estatunidenca, atesa la proximitat geogràfica i econòmica d'ambdós països. La majoria dels immigrants angloparlants al Canadà entre 1755 i 1815 eren estatunidencs de les Tretze Colònies del sud que en van emigrar per les promeses de terra o es van exiliar per llur lleialtat a la corona britànica durant la guerra d'independència dels Estats Units. Per altra banda, la cultura francesa del Canadà va ser preservada amb l'acta del Quebec de 1774, que permetia que la cultura francòfona sobrevisqués després de la presa del territori per la corona britànica.
Canadà és un país geogràficament vast i ètnicament divers. La cultura canadenca també ha estat influenciada per la immigració que ha vingut de tots els continents del món. La majoria dels canadencs valoren el multiculturalisme i consideren que la cultura del Canadà és inherentment multicultural. L'herència multicultural és la base de la Secció 27 de la Carta Canadenca dels Drets i Llibertats.

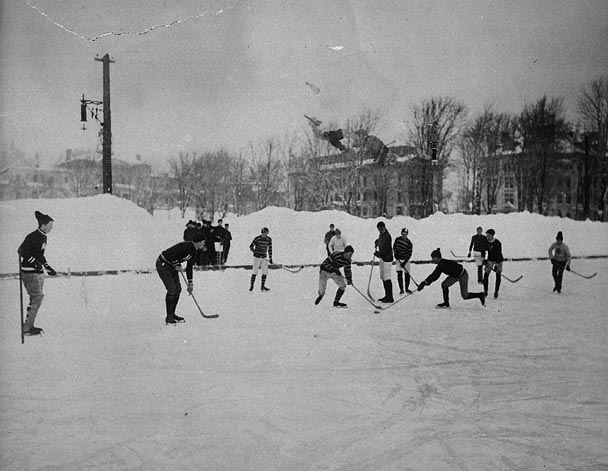
Joc d'hoquei sobre gel a McGill el 1901

Els símbols nacionals del Canadà són influenciats per les fonts naturals i històriques de les Primeres Nacions o els amerindis. En especial, l'ús de la fulla d'auró (Maple leaf, Feuille d'érable), com a símbol canadenc, data del segle xviii i és a la bandera actual del Canadà, així com a les banderes històriques, algunes monedes i l'escut d'armes. Altres símbols prominents són el castor, l'oc canadenc, la Calàbria Grossa, la Corona, la Policia Muntada del Canadà, i més recentment el tòtem i l'inukshuk.
L'esport nacional i oficial del Canadà és l'hoquei sobre gel a l'hivern i el lacrosse, a l'estiu. L'hoquei sobre gel és un passatemps nacional i l'esport més popular del país, i el que més juguen els canadencs, amb més d'1,65 milions de jugadors actius el 2004. Les sis àrees metropolitanes més grans del Canadà—Toronto, Mont-real, Vancouver, Ottawa, Calgary i Edmonton—tenen equips de la National Hockey League (NHL) i hi ha més jugadors canadencs a la lliga que no pas de tots els països combinats.
El Canadà ha estat seu de diversos esdeveniments esportius, com ara els Jocs Olímpics d'Estiu de 1976, els Jocs Olímpics d'Hivern de 1988, els Jocs Olímpics d'Hivern de 2010 i la Copa del Món U-20 del 2007.

### Esports
- Canadian Junior Football League
- Selecció d'handbol del Canadà